# HTVC Ca Nhạc
HTVC - Ca nhạc là Kênh Âm nhạc tổng hợp thuộc hệ thống dịch vụ truyền hình cáp, Đài Truyền hình Thành phố Hồ Chí Minh (HTVC), chính thức phát sóng từ tháng 7/2003. Tháng 4/2015, HTVC cho ra mắt chương trình âm nhạc tương tác HTVC Ca nhạc với thời lượng 14/7 (10h còn lại thuộc YAN TV). Tháng 4/2017, kênh bắt đầu phát chương trình âm nhạc tương tác HTVC Ca nhạc 24/7 (do YAN TV dừng hợp tác với HTVC). Ngoài hình thức tương tác bằng đầu số tin nhắn, kênh có bổ sung các hình thức tương tác trực tiếp từ mạng xã hội Facebook thông qua các hình thức vote, like, comment, poll, live stream...
Từ 13/10/2017, nội dung chương trình tương tác trên kênh đã được chuyển về kênh VTC13.

## Chương trình

### Âm nhạc Việt Nam
- Nhạc tiền chiến
- Nhạc cách mạng
- Nhạc trữ tình
- Nhạc phim
- Nhạc trẻ (V - POP)

### Âm nhạc quốc tế
- Nhạc Hàn Quốc (K - POP)
- Nhạc Hoa ngữ (C - POP)
- Nhạc Nhật Bản (J - POP)
- Nhạc Âu - Mỹ (US - UK)

### Thể loại
Thể loại âm nhạc quốc tế được phát sóng trên kênh phong phú, bao gồm:
- Pop
- Rock
- Rap / Hip Hop
- Trace / House / Techno
- Electronic
- R&B / Soul
- Blue Jazz
- Acoustic
- Audiophile

### Chương trình phát sóng
- CA NHẠC VIỆT NAM[1]: Chương trình ca nhạc tương tác do khán giả bình chọn trực tiếp, phát sóng các ca khúc Việt Nam được nhiều khán giả yêu thích nhất.
- CA NHẠC QUỐC TẾ[2]: Chương trình ca nhạc tương tác do khán giả bình chọn trực tiếp, phát sóng các ca khúc quốc tế (K POP, US UK, J POP, C POP...) được nhiều khán giả yêu thích nhất
- NEW PLAYLIST VIỆT NAM[3]: Giới thiệu các ca khúc Việt Nam mới nhất
- NEW PLAYLIST QUỐC TẾ[4]: Giới thiệu các ca khúc quốc tế mới nhất
- HTV MUSIC COUNTDOWN: Bảng xếp hạng âm nhạc Việt Nam/quốc tế, công bố hàng tuần. Là bảng xếp hạng uy tín, sử dụng dữ liệu bình chọn trực tiếp của khán giả tương tác với kênh qua hệ thống truyền hình tương tác.

Xem lại các chương trình yêu thích tại website của kênh truyền hình HTVC Ca nhạc.

## Truyền hình tương tác
HTVC Ca nhạc phát sóng các khung giờ truyền hình tương tác, cho phép khán giả có thể vote để lựa chọn các bài hát phát sóng trên kênh từ kho nội dung có sẵn hoặc yêu cầu các bài hát mới theo sở thích để được phát sóng.

### Khung giờ phát sóng
Chương trình tương tác Ca nhạc Việt Nam phát sóng lúc: 2h-4h, 6h-8h, 10h-12h, 14h-16h, 18h-20h, 22h-0h
Chương trình tương tác Ca nhạc Quốc tế phát sóng lúc: 0h-2h, 4h-6h, 8h-10h, 12h-14h, 16h-18h, 20h-22h

### Chọn bài hát phát sóng
Để chọn bài hát phát sóng, khán giả nhắn tin SMS với cú pháp HM mãbàihát gửi 8x98. (X là các số 2, 3, 5, 6, 7, 8)
Tổng đài sẽ trả về bản tin cho biết bài hát mà khán giả vừa yêu cầu hiện đang xếp ở vị trí thứ bao nhiêu, kể từ mốc bài hát đang phát sóng.
Những bài hát có nhiều người lựa chọn nhất sẽ được tự động phát sóng trực tiếp. Số điện thoại của người bình chọn nhiều nhất (giấu 3 số cuối) cũng được hiển thị trực tiếp trên kênh.

### Yêu cầu bài hát phát sóng
Khán giả có thể yêu cầu các bài hát phát sóng chưa có trên hệ thống từ website hoặc trang Fanpage (Facebook) của kênh truyền hình HTVC Ca nhạc.

## Hạ tầng và vùng phủ sóng
Kênh truyền hình HTVC Ca nhạc phủ sóng toàn lãnh thổ Việt Nam qua các hạ tầng khác nhau:
- Truyền hình cáp HTVC (bao gồm cả cáp Analog và truyền hình số HD).
- Truyền hình số HD của VTVcab (Tần số 770000 Mhz)
- Truyền hình số vệ tinh miễn phí: Tần số 11088, Tốc độ mẫu 28800, phân cực đứng (V) (thu được tùy thời điểm)
- Truyền hình IPTV: Viettel TV (Viettel), MyTV (VNPT), FPT
- Truyền hình OTT: HTVC, MyTV (VNPT), FPT Play, VTVcab ON, Viettel TV (trong đó có các app Onme, TV360), Clip TV

## Các liên kết
1. Trang web chính thức: http://www.htvccanhac.vn Lưu trữ ngày 18 tháng 5 năm 2015 tại Wayback Machine
2. Fanpage chính thức: https://www.facebook.com/htvcanhac